# Führerpartei
Als Führerpartei wird eine politische Partei bezeichnet, die auf eine Person zugeschnitten ist, welche die politischen Ziele und Wege vorgibt und alle wesentlichen Entscheidungen trifft. Das Gegenteil ist eine Basispartei, wo die Politik von den aktiven Mitgliedern entwickelt wird.
Als Folge der Dominanz des – meist auch charismatischen – Parteichefs und einer äußerst straffen Parteiorganisation tendieren Führerparteien zu einer diktatorischen Regierungsform bzw. zu einer Einparteienherrschaft. Einige der in den 1920er-Jahren entstandenen Organisationen entwickelten sich zu ausgeprägten Massenparteien mit einer alle Bereiche durchdringenden Propaganda-Maschinerie.

## Geschichtliche Entwicklung
Prototyp der Führerpartei ist die NSDAP, von deren „Führer“ Adolf Hitler die Bezeichnung abgeleitet ist (vgl. auch Führerprinzip). Knaurs Konversationslexikon A–Z von 1934 erläutert unter dem Stichwort „Führer“: „Der Führer wird Adolf Hitler als die richtungsweisende und ausschlaggebende Persönlichkeit […] genannt.“
In der Zwischenkriegszeit ging vor allem in Europa der Trend zu Führerparteien, was u. a. durch das nach der Weltwirtschaftskrise seit 1929 erheblich gesunkene Vertrauen in die demokratischen Parteien verursacht wurde (siehe Parteienverdrossenheit). In Reinkultur setzte sich dieser Parteityp außer in Deutschland besonders in Italien durch, dessen Politik 1921–1945 von Benito Mussolini dominiert wurde. Als Parteigründer der Faschistischen Partei Partito Nazionale Fascista führte er den Titel Duce del Fascismo („Führer des Faschismus“).

## Charisma des „Führers“
Die Führer beeindruckten die Massen nicht nur durch ihre charismatische Ausstrahlung, sondern auch durch plakativ-populistische Lösungswege aus der allgemeinen Krise und durch klare Feindbilder wie den Kommunismus. Doch gab es auch im linken Parteienspektrum Führerparteien, zu denen heute der von Hugo Chávez in Venezuela gegründete Movimiento Quinta República (Bewegung für eine Fünfte Republik) gezählt werden kann.

## Zur Sozialstruktur von Führerparteien
Warum die zwei prototypischen Parteien – die deutsche NSDAP und die italienische PNF – aus kleinen Anfängen zu dominanten Massenparteien wurden, liegt in spezifischen Anreizen zum Parteibeitritt und an zeitbedingten äußeren Einflüssen. Zu letzteren zählen die Not und Arbeitslosigkeit der Zwischenkriegszeit und in Deutschland die unmäßigen Reparationszahlungen an die Siegermächte des Ersten Weltkriegs.
Im Falle der NSDAP kam zum an der Demokratie zweifelnden Zeitgeist die Hoffnung, dass ein „starker Mann mit Ausstrahlung“ die Lage rasch bessern könnte. Dazu schreibt Oskar Niedermayer 2005 in einem Erklärungsmodell zur Sozialstruktur von Parteimitgliedschaften:

„Im Extremfall, dem Typus der Gefolgschaft eines charismatischen Führers nach Heberle (1951), sind alle ‚Gefolgsleute‘ in dieser Weise an einen Führer gebunden, während eine affektive Bindung [Anm.: der Parteimitglieder] untereinander weitgehend fehlt. Affektive Anreize im Bereich der Beziehungen des Individuums zu einer innerparteilichen Gruppe stellen insbesondere gesellige, freundschaftliche und andere als positiv angesehene sozialintegrative Bindungen im Rahmen der lokalen Parteiorganisation […] dar.“